# ديفيد بيردن
ديفيد بيردن (بالإنجليزية: David Burden)‏ هو قائد عسكري بريطاني، ولد في 14 يوليو 1943.